# La Ville-aux-Clercs
La Ville-aux-Clercs ist eine französische Gemeinde mit 1.223 Einwohnern (Stand: 1. Januar 2022) im Département Loir-et-Cher in der Region Centre-Val de Loire. Sie gehört zum Kanton Le Perche im Arrondissement Vendôme. Die Einwohner werden Villauclergois genannt.

## Geografie
Die Gemeinde La Ville-aux-Clercs liegt etwa 41 Kilometer nordnordwestlich von Blois in der Landschaft Le Perche am Flüsschen Gratteloup. Umgeben wird La Ville-aux-Clercs von den Nachbargemeinden Chauvigny-du-Perche im Norden, Fontaine-Raoul im Nordosten, Saint-Hilaire-la-Gravelle und Busloup im Osten, Lisle im Süden, Rahart im Südwesten, Danzé im Westen sowie Romilly im Nordwesten.

## Bevölkerungsentwicklung
| Jahr                       | 1962 | 1968 | 1975 | 1982 | 1990 | 1999 | 2006 | 2013 | 2022 |
| -------------------------- | ---- | ---- | ---- | ---- | ---- | ---- | ---- | ---- | ---- |
| Einwohner                  | 802  | 846  | 870  | 967  | 1114 | 1197 | 1287 | 1307 | 1223 |
| Quellen: Cassini und INSEE |      |      |      |      |      |      |      |      |      |

## Sehenswürdigkeiten
- Kirche Saint-Barthélemy aus dem 12. Jahrhundert

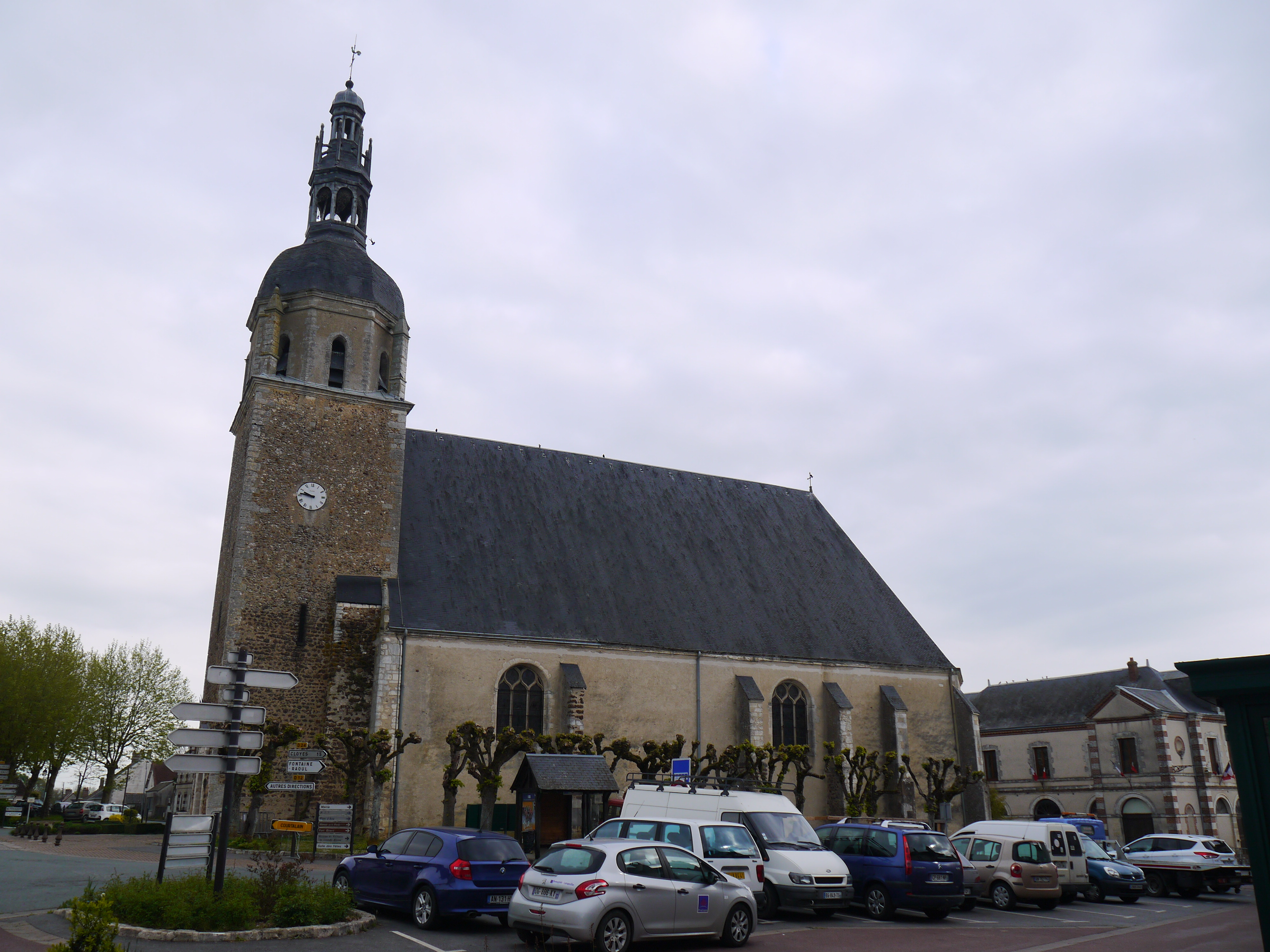
Kirche Saint-Barthélemy

- Ruine der Burg von La Gaudinière
- Festung Girard